# Kantatie 52
Pour les articles homonymes, voir Route 52.
La route principale 52 (en finnois : Kantatie 52 est une route principale allant de Tammisaari jusqu'à Jokioinen en Finlande.

## Description
La route principale 52 entre Tammisaari et Salo, voit un transit de marchandises assez élevé.

## Parcours
La route parcourt les municipalités suivantes :
- Tammisaari
- Perniö
- Salo
- Somero
- Jokioinen